# Ивайло Папов
Ивайло Василев Папов е български учител и политик от партия „Възраждане“. Народен представител в XLVIII и XLIX народно събрание.

## Биография
Ивайло Папов е роден на 15 ноември 1978 г. в град Враца, Народна република България. Завършва магистърска степен по „История и география“ и „Право“. Работил е 20 години като преподавател.

## Политическа дейност
Ивайло Папов е съучредител на структурата на партия „Възраждане“ във Враца.

### Парламентарни избори през 2022 г.
На парламентарните избори през 2022 г. е кандидат за народен представител от листата на партия „Възраждане“, водач в 6 МИР Враца. Избран е за народен представител.